# Castello di Lucignano
Il castello di Lucignano si trova nell'omonima località nella parte meridionale del territorio comunale di Gaiole in Chianti, in provincia di Siena.

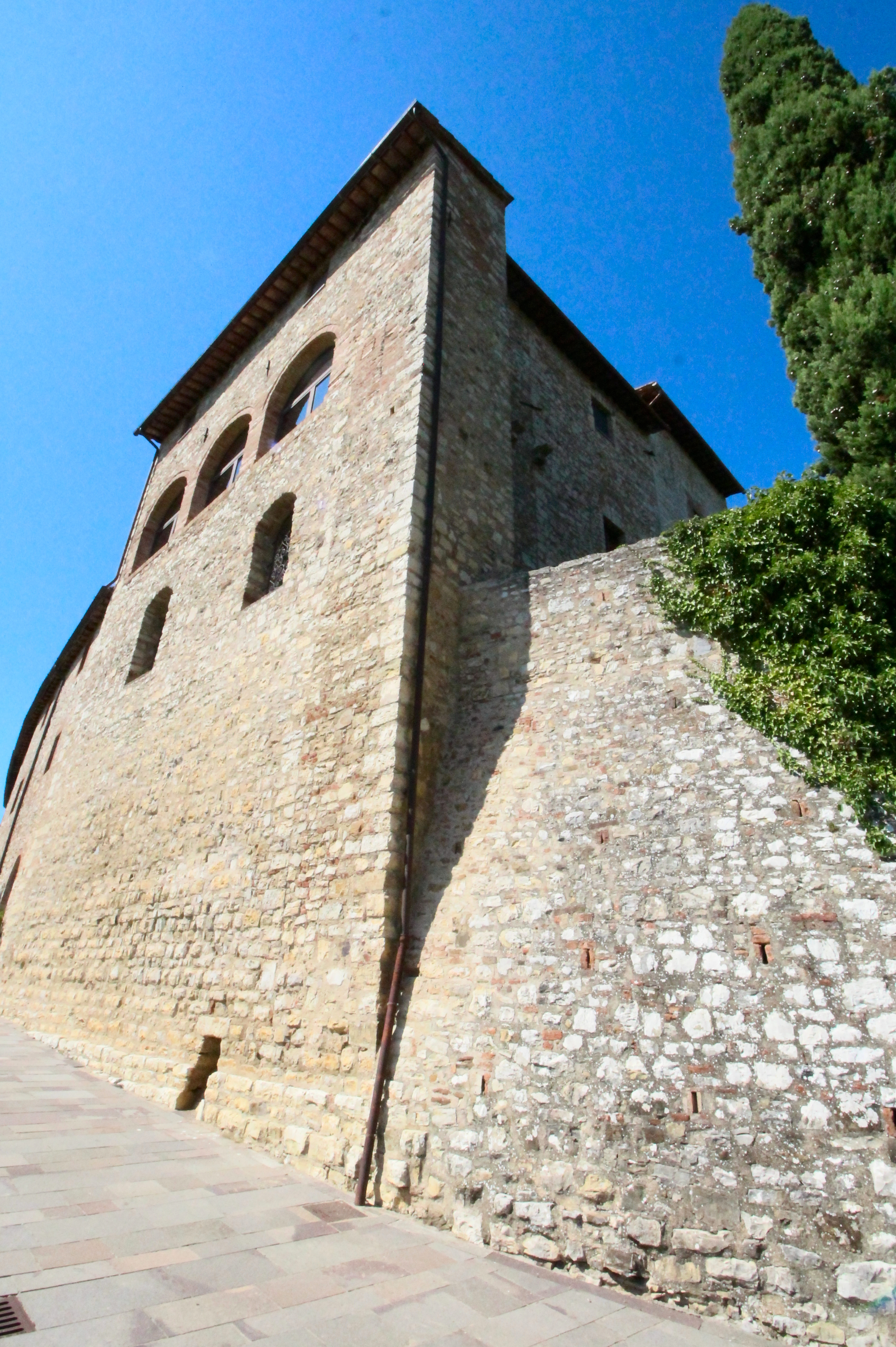
Il castello di Lucignano

## Storia
Il castello venne edificato in epoca medievale su un'area collinare dove furono rinvenuti reperti archeologici di epoca etrusca; l'esistenza del complesso architettonico è attestata per la prima volta in un documento della Curia di Siena risalente al 912.
Il complesso svolse funzioni difensive nel territorio chiantigiano, risultando spesso conteso tra Fiorentini e Senesi durante la lunga lotta espansionistica delle due repubbliche, fino a passare definitivamente sotto il controllo fiorentino nel 1452.
A seguito della definitiva caduta della Repubblica di Siena nel 1559, vennero meno le esigenze militari che fino ad allora avevano contraddistinto le funzioni del castello; il complesso venne così in seguito trasformato in fattoria dalla famiglia fiorentina dei Ricasoli.
Nel corso del Novecento il complesso versava in forte degrado; nel 1994 venne acquistato dagli attuali proprietari e in seguito restaurato, mentre nei terreni attorno al complesso architettonico furono reimpiantate le viti per la produzione del Chianti Classico DOCG.